# Whites City
Whites City est une census-designated place située dans le comté d’Eddy, dans l’État du Nouveau-Mexique, aux États-Unis. Elle constitue la porte d’entrée du parc national des grottes de Carlsbad voisin.